# Заозерье (Подпорожский район)
Заозе́рье (карел. Därventaga) — деревня в Важинском городском поселении Подпорожского района Ленинградской области.

## История
ЗАОЗЕРЬЕ (ПОТАНОВСКАЯ) — деревня при Вачозере, число дворов — 32, число жителей: 97 м. п., 83 ж. п.; Все карелы. (1873 год)

ЗАОЗЕРЬЕ — деревня Согинского сельского общества при Вачозере, население крестьянское: домов — 36, семей — 37, мужчин — 105, женщин — 97; лошадей — 37, коров — 58, прочего — 75. Школа. (1905 год)

В конце XIX — начале XX века деревня административно относилась к Важинской волости 2-го стана Олонецкого уезда Олонецкой губернии.
С 1917 по 1920 год деревня входила в состав Важинской волости Олонецкого уезда Олонецкой губернии. С 1920 года — в составе Согинского сельсовета. С 1922 года — в составе Петроградской губернии. С 1923 года — в составе Подпорожской волости Ленинградской губернии.
С 1926 года в составе Заозерского сельсовета.
С 1927 года — в составе Подпорожского района. В 1927 году население деревни составляло 225 человек.
С 1928 года вновь в составе Согинского сельсовета.
Согласно карте Ленинградской области Северо-западного аэрогеодезического треста ГГУ издания 1932 года деревня насчитывала 23 крестьянских двора. В деревне находились две часовни.
По данным 1933 года деревня Заозерье входила в состав Согинского сельсовета Подпорожского района.

Деревня Заозерье на карте РККА 1940 года

С 1 сентября 1941 по 31 мая 1944 года деревня находилась в финской оккупации.
В 1961 году население деревни составляло 116 человек.
С 1963 года — в составе Лодейнопольского района.
С 1965 года вновь в составе Важинского сельсовета Подпорожского района.
По данным 1966 года деревня также находилась в составе Важинского сельсовета.
По данным 1973 и 1990 годов деревня Заозерье входила в состав Курповского сельсовета.
В 1997 году в деревне проживали 4 человека, деревня входила в состав Курповской волости, в 2002 году — 13 человек (русские — 92 %). В 2007 году в деревне Заозерье Важинского ГП проживали 3 человека.

## География
Деревня расположена в северо-западной части района на автодороге 41К-149 (Подпорожье — Курпово).
Расстояние до административного центра поселения — 27 км.
Расстояние до ближайшей железнодорожной станции Свирь — 25 км.
Деревня находится на северном берегу озера Вачозеро.

## Демография
| 2007 | 2010 | 2017 |
| ---- | ---- | ---- |
| 3    | ↗8   | ↘1   |

### Национальный состав
Согласно данным Всероссийской переписи населения 2021 года в деревне проживали 6 человек, из них:
 русские — 5, украинцы — 1 человек.

## Достопримечательности
- Часовня святых апостолов Петра и Павла, постройки XVIII века, деревянная, отреставрирована[18].

## Галерея

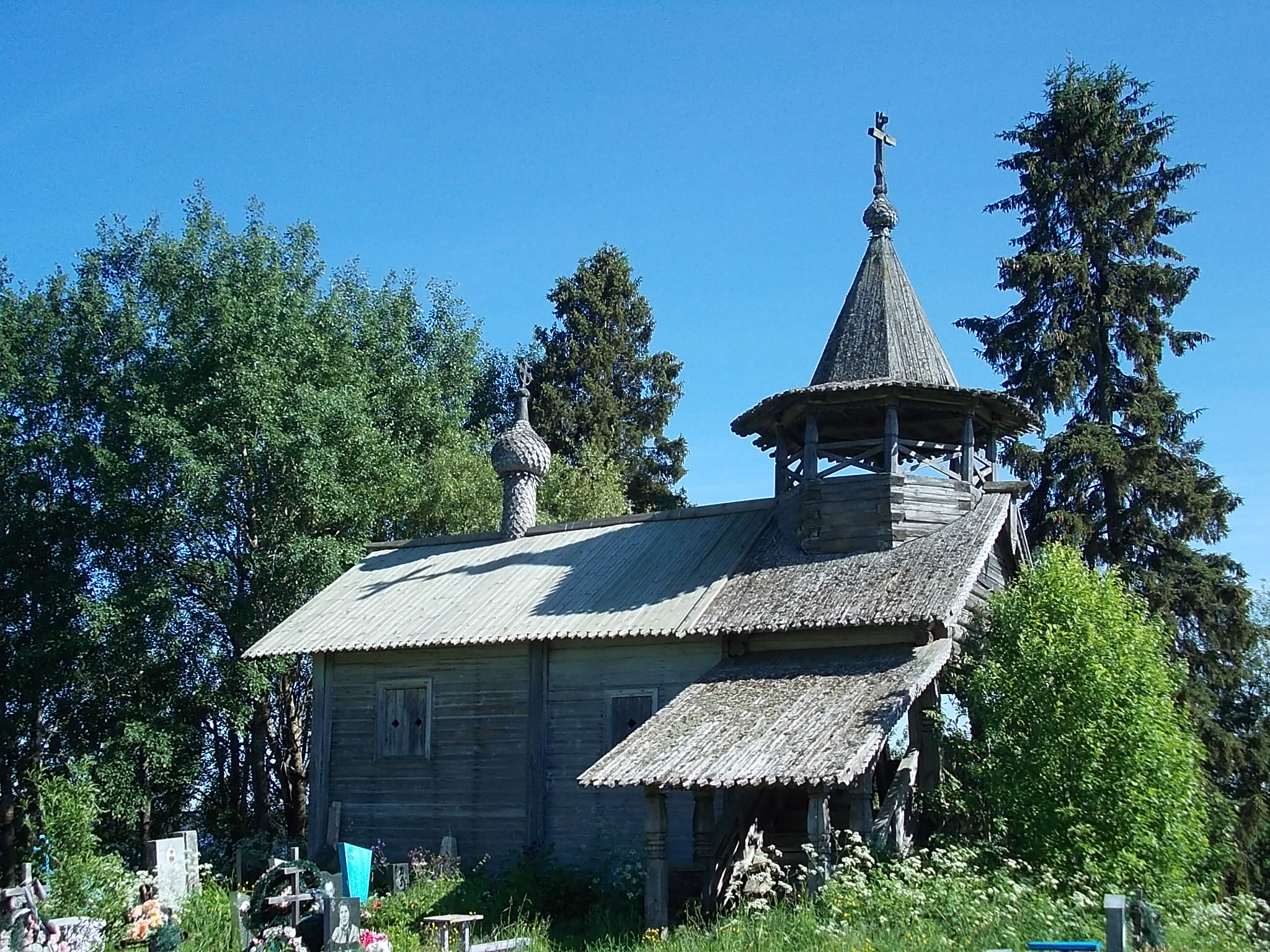
Часовня Петра и Павла.
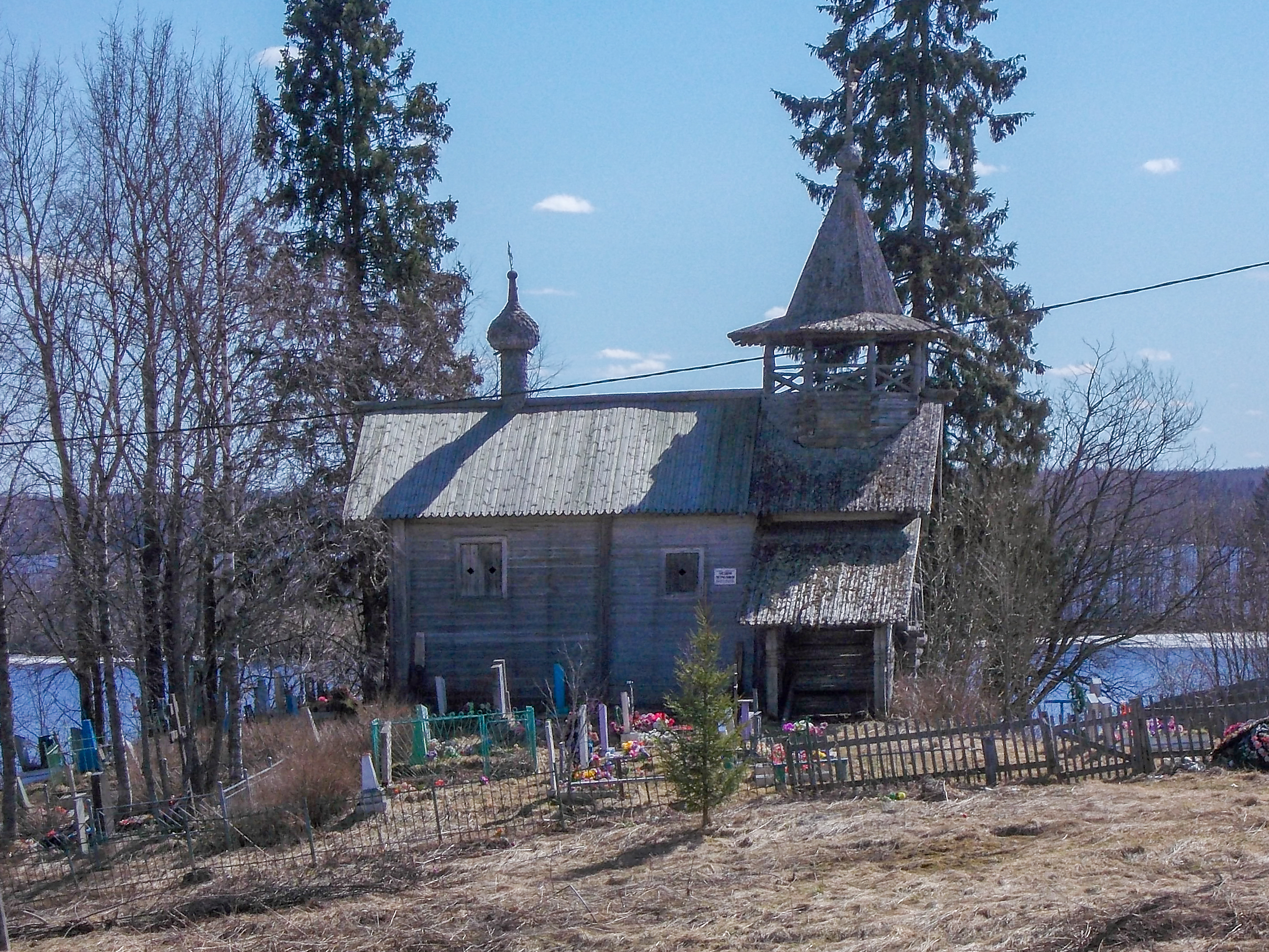
Вид на часовню и кладбище.
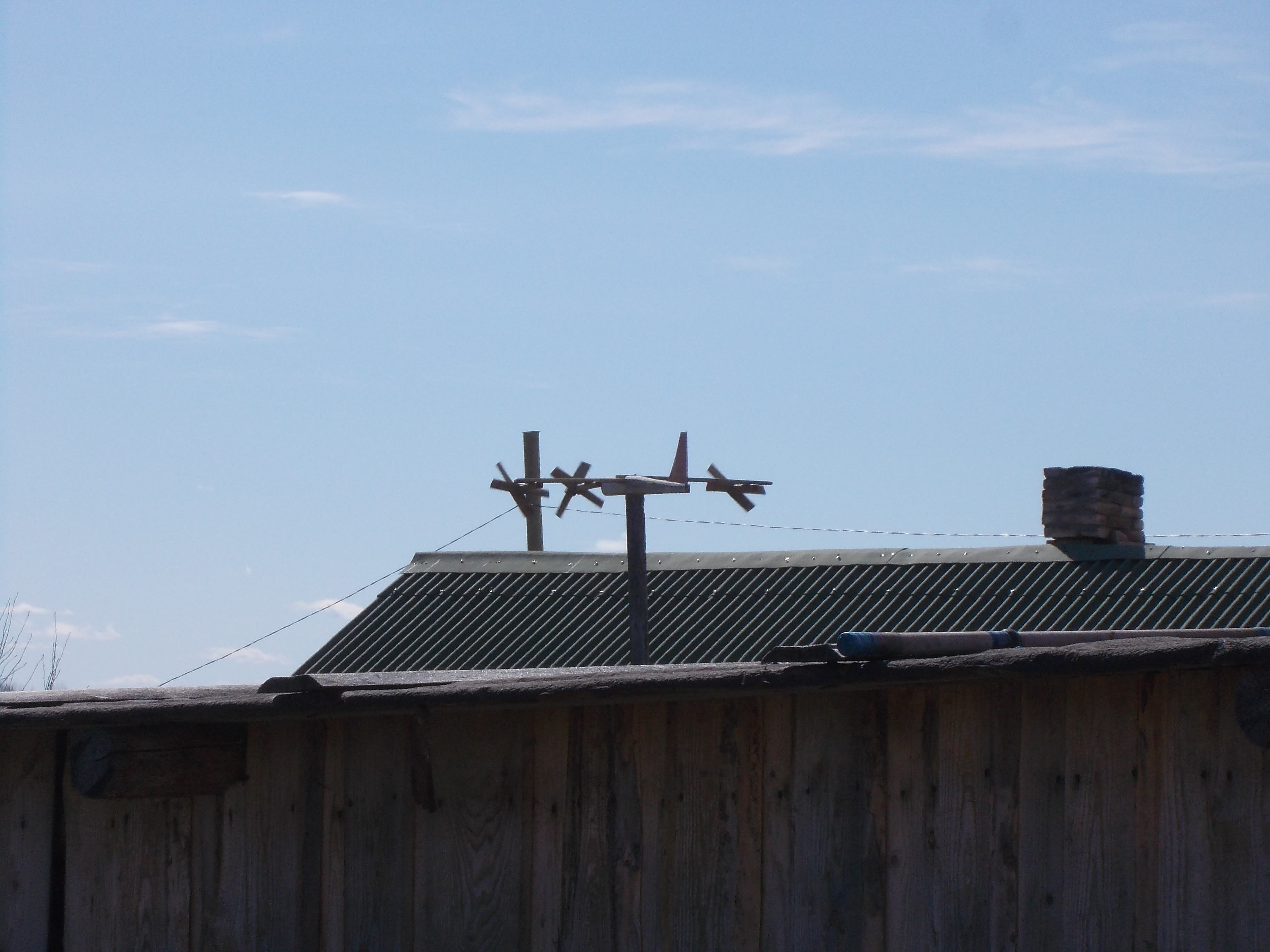
Флюгер в Заозерье.

## Улицы
Дачный переулок, Кокино, тупик Озёрный Спуск, Пагаченская, Песчаный тупик, Петропавловская.